# Pellervo
Sällskapet Pellervo (finska: Osuustoimintakeskus Pellervo) är en ideell centralorganisation i Helsingfors för den finländska kooperationen, bildad 1899 på initiativ av bland andra Hannes Gebhard. 
Pellervo har varit banbrytande för kooperationens spridning i Finland och utgjort en viktig förenande länk mellan olika delar av andelsrörelsen. Sällskapet har inriktat sig på rådgivande verksamhet, bland annat i juridiska frågor, utbildning för sina medlemmar samt kooperativ intressebevakning. År 1933 bildades inom sällskapet en ekonomisk forskningsanstalt PSM, som i huvudsak utförde marknadsundersökningar. En sektion för forskning i bland annat ekonomisk politik ombildades 1979 till ett självständigt institut (Pellervo ekonomiska forskningsinstitut). Initiativ som utgått från sällskapet har resulterat i grundandet av bland annat Andelsbankernas centralaktiebank (i dag Andelsbankscentralen) samt centrallagen Hankkija, SOK och Valio. 
Utvecklingen efter mitten av 1980-talet med hårdare konkurrens och mera renodlad marknadsekonomi, striktare konkurrenslagstiftning, depressionen på 1990-talet och Finlands inträde i Europeiska unionen medförde stora förändringar inom den kooperativa rörelsen. Andelslagen eller andelsföreningarna inom samma bransch började konkurrera med varandra, vilket påverkade de stora centrallagen inom Pellervo. Producenternas köttcentrallag lades ned, och köttandelslagen bildade aktiebolagen Atria och HK-Ruokatalo, vilka sedermera introducerades på börsen. Noverakoncernen i vilken Hankkija ingick gjorde konkurs, medan andelsmejeriernas Valio ombildades till aktiebolag. SOK lämnade Pellervo 1992. Finlands svenska andelsförbund blev medlem i Pellervo 1993 och bildar sedan dess en svensk avdelning inom sällskapet. 
Till Pellervo hör i dag producentkooperationen i sin helhet, andelslaget Metsäliitto som representerar 130 000 skogsägare, över 200 av OP-gruppens andelsbanker, det vill säga största delen, lokalandelsbanksgruppen med 42 självständiga andelsbanker, lokalförsäkringsgruppen och nykooperationens (ett program som Pellervo startade under 1990-talets depressionsår tillsammans med arbetskraftsministeriet) Osuustoiminnan kehittäjät Coop Finland ry. Totalt uppgår antalet lokalt anslutna andelslag, handelslag, andelsbanker, andelsmejerier, andelsslakterier, försäkringsföreningar m.m. till drygt 400 med omkring 1,8 miljoner personmedlemmar (2005). Huvudspråkrör var 1909–1985 Suomen osuustoimintalehti; i dag utger sällskapet tidskrifterna Kodin Pellervo (grundad 1999) och Maatilan Pellervo (grundad 1998).